# Georges Trussart
Georges Trussart (Namen, 26 mei 1933 – Namen, 8 april 2020) was een Belgisch senator.

## Levensloop
Trussart werkte als ambtenaar op het ministerie van Financiën.
Als lid van Amis de la Terre was hij in 1980 een van de medeoprichters van de partij Ecolo en zetelde voor deze partij van 1981 tot 1987 als gecoöpteerd senator in de Belgische Senaat. Nadat hij uit de Senaat was verdwenen, was Trussart van 1988 tot 1989 federaal secretaris van Ecolo.
In 1995 verliet hij uit ontevredenheid Ecolo. In 2013 trad hij toe tot de pas opgerichte ecologische partij Rassemblement R.
In april 2020 stierf Trussart in het woonzorgcentrum Harscamp in Namen, als slachtoffer van de COVID-19-epidemie.